# مأدبة غداء لحفلة القوارب
مأدبة غداء لحفلة القوارب هي لوحة زيتية للفنان الفرنسي أوجست رينوار رسمها في 1881.